# Sayyida al-Hurra
Sayyida al-Hurra o Sida al-Hurra (àrab: السيدة الحرة, as-Sayyida al-Ḥurra, ‘la Senyora Lliure’) és l'apel·latiu amb què es coneix Lal·la Àïxa bint Alí ibn Raixid al-Alamí (àrab: للا عائشة بنت علي بن رشيد العلمي, Lallā ʿĀʾixa b. ʿAlī b. Raxīq al-ʿAlamī) (Xauen, 1485 – 14 de juliol de 1561), que va governar la ciutat de Tetuan entre 1512 i 1542. Sobrenomenada també «la Timonera de Tetuan», és un dels personatges històrics més coneguts i populars del nord del Marroc. Sayyida al-Hurra va néixer a l'entorn de l'any 1485, filla del xerif muley Alí ibn Raixid i de Zuhra Fernández, una mudèjar (o potser una elx o «renegada», com es deia llavors als cristians convertits a l'islam) de Vejer de la Frontera. El pare era governant d'un petit territori independent dels sultans wattassís de Fes, la capital del qual era Xauen. Sayyida al-Hurra tenia un germà, mulay Ibrahim, que succeí el seu pare i esdevingué valí del sultà.
Vers el 1500, essent encara adolescent, es va casar amb Ali al-Mandri, més conegut com a Sidi Mandri, un general granadí exiliat, governador de la ciutat de Tetuan i la seva regió, en la qual havien trobat refugi un gran nombre de granadins que fugien de l'avanç de les tropes castellanes. La presència hispana a Tetuan era particularment important, ja que els refugiats procedents de l'Àndalus hi havien contribuït significativament a reconstruir i repoblar la ciutat, gairebé abandonada després d'haver sigut arrasada uns anys abans per Enric III de Castella.
Sayyida al-Hurra va tenir molta influència en les decisions del seu marit -trenta o quaranta anys major que ella- fins que, de resultes d'una greu ferida de guerra d'al-Mandri, va assumir les seves funcions. Ambdós sostingueren i finançaren la navegació corsària des del port de Martil, una activitat a la qual es van dedicar molts refugiats andalusins, tant a Tetuan com en altres indrets de la regió, com ara la República de les dues Ribes. L'afavoriment del cors, però, significava també atraure's l'enemistat dels reialmes ibèrics cristians -i viure sempre sota l'amenaça constant de represàlies-, per la qual cosa, aquesta política els reportà força enemics. 
El 1539 morí Ibrahim, el seu germà i valí del governador de Xauen i, un any després, Sidi Mandri, per la qual cosa es va fer càrrec del govern que fins llavors exercia en nom del seu espòs. No obstant això, la seva posició era llavors força feble, a la mercè dels seus enemics, dins i fora de Tetuan. El seu germà Muhàmmad, que havia substituït Ibrahim en el govern de Xauen, tenia interessos expansionistes a Tetuan i, d'altra banda, l'assetjava Hassan Haixim, membre de l'aristocràcia reial granadina i rival de Sidi Mandri, tot i que estava emparentat amb ell, ja que el seu fill Ahmad s'havia casat amb una filla de Mandri i Sayyida al-Hurra.
El 1541, depassada la cinquantena, es va casar amb el sultà del Marroc, Abu-l-Abbàs Àhmad ibn Muhàmmad, quart sultà de la dinastia wattàssida, cosa que la situà en una posició de més força, a resguard dels seus enemics, per a exercir un govern autocràtic. Tanmateix, el 22 d'octubre de 1542, el seu consogre Hassan Haixim es va emparar de Tetuan i arrabassà el poder i els béns a Sayyida al-Hurra. No ha quedat clara quina fou la posició del sultà en aquest cop ni quina fou la intervenció que hi tingué la filla de la Gran "Dama Lliure" casada amb Ahmad, un fill de Hassan Haixim, però fou Ahmad qui la substituí al front del govern de Tetuan.
Es desconeix quin fou el destí posterior de Sayyida al-Hurra. Està enterrada a prop de la seva casa familiar a Xaouen, cosa que fa pensar que fou allà on es va retirar després de la seva destitució i que fou on va acabar els seus dies.
La seva tomba és molt visitada i se la considera un exemple d'autoafirmació i capacitat femenina en un món dirigit per homes. 